# وانغ مين (سياسي صيني)
وانغ مين (بالصينية: 王珉) هو سياسي صيني، ولد في 1 مارس 1950 في هواينان في الصين. حزبياً، نشط في الحزب الشيوعي الصيني. وقد انتخب عضو مجلس الشعب الصيني ‏ خلال فترته النيابية ‏.